# Divisione di Ujjain
La divisione di Ujjain è una divisione dello stato federato indiano del Madhya Pradesh, di 7 430 094 abitanti. Il suo capoluogo è Ujjain.
La divisione di Ujjain comprende i distretti di Dewas, Mandsaur, Neemuch, Ratlam, Shajapur, Ujjain.